# 奉教人の死
『奉教人の死』（ほうきょうにんのし）は、芥川龍之介が1918年（大正7年）に『三田文学』誌上に発表した小説。安土桃山時代の長崎を舞台に、周囲の誤解と偏見から教会を追放されたキリシタンの生き方を、キリシタン版の『天草本平家物語』で使用されている安土桃山時代の京阪地方の話し言葉で描いた作品である。『きりしとほろ上人伝』と共に、芥川の小説におけるジャンル「切支丹物」の傑作とされる。
長崎の教会「さんた・るちや」に寄宿する美少年「ろおれんぞ」は、誤解と偏見から教会を追放されたが、教会が大火にあったとき、取り残された赤ん坊を身を挺して助け絶命した。芥川が重んじた「刹那の感動」が表現されている。
日本テレビ系列『住友生命 青春アニメ全集』内でアニメ化されている。

## あらすじ
長崎の教会「さんた・るちあ」に、「ろおれんぞ」という美少年がいた。彼は自身の素性を周囲に問われても、故郷は「はらいそ」（天国）、父は「でうす」（天主）と笑って答えるのみだったが、その信仰の固さは教会の長老も舌を巻くほどだった。ところが、彼をめぐって不義密通の噂が立つ。教会に通う傘屋の娘が、ろおれんぞに想いを寄せて色目を使うのみならず、彼と恋文を交わしているというのである。長老衆は苦々しげにろおれんぞを問い詰めるが、彼は涙声で身の潔白を訴えるばかりだった。
ほどなく、傘屋の娘が妊娠し、父親や長老の前で「腹の子の父親は『ろおれんぞ様』」と宣言する。皆から愛されていたろおれんぞも、姦淫の罪によって破門を宣告され、教会を追い出される。身寄りの無い彼は乞食同然の姿で長崎の町を彷徨うことになったが、その境遇にあっても、他の信者から疎んじられようとも、教会へ足を運んで祈るのだった。一方、傘屋の娘は月満ちて、玉のような女の子を産む。ろおれんぞを憎む傘屋の翁も、さすがに初孫には顔をほころばせるのだった。
そんなある日、長崎の町が大火に見舞われる。傘屋の翁と娘は炎の中を辛くも逃げ出すが、一息ついたところで赤子を燃え上がる家に置きざりにしたことに気がつき、半狂乱となる。そこにろおれんぞが現れて炎の中に飛び込む。この行動に奉教人衆は、いよいよろおれんぞこそが赤子の父親であったのだと確信する。赤子を救い出したろおれんぞだが、自らは燃え崩れてきた梁に押しつぶされ、瀕死の重傷を負ってしまう。
傘屋の娘は、伴天連に対し、赤子の真の父親はろおれんぞではなく隣家の「ぜんちよ」（異教徒）であること、自分の恋心に応えてくれないろおれんぞへの恨みから嘘をついていたことを「こひさん」（懺悔）する。口々に「まるちり」（殉教）との声を挙げる奉教人衆はろおれんぞの最後の秘密を目の当たりにする。焼け破れたろおれんぞの衣の隙間からは、清らかな一対の乳房が覗いていた。ろおれんぞは女であった。

## 備考
芥川は小説の末尾で、『奉教人の死』のモチーフを「長崎耶蘇会出版の一書『れげんだ・おうれあ』下巻の第二章に依る」と記し、詳細な書誌情報を記述している。『レゲンダ・アウレア』は西欧の聖人伝として実際に存在する書物だが、芥川の言う長崎で出版されたという『れげんだ・おうれあ』はあくまでも芥川が創作した架空の書物である。
しかしこの小説の発表と共に『れげんだ・おうれあ』は実在する奇書として一大センセーションを巻き起こした。ロシア文学の紹介者内田魯庵は、芥川に対し『れげんだ・おうれあ』の内見を申し込んだが、芥川は「右は全く出鱈目の小説にて候」と返答し、魯庵は驚きのあまり呆然としたと述懐している。魯庵によれば、言語学者の新村出も騙されかけて芥川に問い合わせの手紙を書こうとしていたという。ただし新村自身は、初出誌を読んでおらず新聞報道で初めて顛末を知った、として否定している。また、蒐書家としても知られる地質学者の和田雲邨（維四郎）も人を介して譲渡交渉を行ったが、虚構の種本だったと知り憤慨したという。このほか本間久雄は、1918年9月10日付『時事新報』で本作を取り上げ、芥川が『れげんだ・おうれあ』の内容をそのまま引き写したものと思い込んで「作者独自の解釈なり、創意なりを加へたものを求めたい」と批判している。
内田魯庵は、騙される人が続出した背景として、当時、イエズス会版『太平記抜書』や『こんてむつすむんぢ』（『キリストに倣いて』）などが相次いで発見・紹介されていたため、未知のキリシタン文献がさらに発見されるのではないかという期待が高まっていたことを指摘している。
芥川は1925年（大正14年）の『風変わりな作品に就いて』の中で『奉教人の死』を「全然自分の想像の作品」と断言しているが、その種本については諸説があった。柊源一、石田憲次、上田哲、三好行雄らは『レゲンダ・アウレア』の「聖マリナ伝」との相似点に着目し、芥川の蔵書や書簡などの検証を行い、『奉教人の死』は『レゲンダ・アウレア』の英語抄訳版と、スタイシェン著『聖人伝』を参照して執筆されたという説が確実と見られるようになった。
ただし、「聖マリナ伝」ではマリナが男装して修道院に入った理由が最初から明らかにされており、結末も、マリナが病死するに及んで女性であったことが判明する、というものであったのに対し、芥川は、ろおれんぞの正体を読者にも結末まで伏せておき、クライマックスに火事の場面を持ってくるなどの独自性を示している。

## 改稿
本作は初出時と単行本とで若干の異同がある。
初出時には、『れげんだ・おうれあ』は全二巻で、上巻の扉には「御出世以来千五百九十六年、慶長元年三月上旬鏤刻也」、下巻の扉には「五月中旬鏤刻也」と記されている、とされていた。だが、林若樹や新村出から、慶長改元は10月27日（グレゴリオ暦1596年12月16日）なので「慶長元年三月」はありえない日付であることを指摘され、単行本への収録に際して「慶長二年」と修正した。だが、「御出世以来千五百九十六年」は修正されなかったので、西暦と和暦の年代が合わないことになった。
また、「ろおれんぞ」も初出時は「ろおらん」であったが、新村出から「ロオランもあそこはロレンソと云ふべきである」と指摘されて修正したものである。新村は『れげんだ・おうれあ』についても「『れぜんだ・あうれや』と読ませる方が更にまことらしく見えてよかつたものをと思ふ」と述べているが、こちらは修正されていない。